# Kim Kyu-sik
Kim Kyu-sik (* 29. Januar 1881 in Busan, Korea; † 10. Dezember 1950 nahe Manpo, Nordkorea) war ein koreanischer Politiker und Unabhängigkeitsaktivist. Er war Vizepräsident der Provisorischen Regierung der Republik Korea.

## Leben
Er wurde in Dongnae (heute ein Teil von Busan) geboren und war im frühen Alter zum Waisenkind geworden. Er wurde von US-amerikanischen Missionaren erzogen und bekam von diesen den Namen „Johann“. Später reiste er in die USA und erwarb am Roanoke College in Virginia den Bachelor-Abschluss. Danach studierte er in Princeton und erwarb dort 1904 den Master-Abschluss.
1905 kehrte Kim nach Korea zurück und nahm eine Lehrtätigkeit auf. Nachdem 1910 Korea vom Japanischen Kaiserreich annektiert wurde, ging Kim ins Exil nach China.
Als Bevollmächtigter der Provisorischen Regierung reiste Kim Kyu-sik nach Paris, um auf der Pariser Friedenskonferenz 1919 eine Unabhängigkeit Koreas von Japan zu erreichen. Er wurde von Yuh Woon-hyung und Chang Duk-soo gesandt, die im Sommer 1919 in Shanghai die Sinhan Cheongnyeondang etabliert hatten. Seine Bemühungen erwiesen sich aber als fruchtlos, da die USA das 14-Punkte-Programm von Präsident Woodrow Wilson über das Selbstbestimmungsrecht der Völker zugunsten des damaligen Verbündeten Japan für weniger wichtig erachteten.
1922 war Kim Delegierter zum Ersten Kongress der kommunistischen und revolutionären Organisationen des Fernen Ostens in Moskau.
Am Roanoke College in Salem (Virginia) wurde er 1923 zum Doktor der Rechtswissenschaften promoviert. 1935 gründete er die Volksrevolutionäre Partei (민족혁명당) in Nanjing. Er war führendes Mitglied der Provisorischen Regierung der Republik Korea, deren Vizepräsidenten er 1940 unter Kim Gu wurde.
Nach der Unabhängigkeit Koreas von Japan am Ende des Zweiten Weltkrieges im Jahre 1945, kehrte er erneut in seine Heimat zurück, um an der Errichtung eines unabhängigen Staates mitzuwirken. Das Land war in zwei Besatzungszonen zwischen der Sowjetunion und den USA aufgeteilt. Die amerikanische Militärregierung präferierte Kim gemeinsam mit Yuh Woon-hyung als moderate Politiker für den Aufbau einer neuen Regierung. Im September 1947 setzten die USA die koreanische Frage auf die Tagesordnung der wenige Jahre zuvor gegründeten UNO. Es wurde beschlossen, unbeachtet der Einsprüche koreanischer Politiker im Jahre 1948 Wahlen im Süden Koreas abzuhalten.
Nachdem alle Bemühungen für eine Vereinigung Koreas gescheitert waren, zog sich Kim aus der Politik zurück. Als im Jahre 1950 der Koreakrieg ausbrach, wurde er entführt und in den Norden gebracht. Dort starb er wenig später in der Nähe von Manpo am 10. Dezember 1950.